# Somosierra
Somosierra és un municipi de la Comunitat de Madrid, situat a 93 quilòmetres de Madrid per la A-1. Està situat en el port de muntanya del mateix nom (sent aquest l'únic cas en el qual ambdós vessants de la serra pertanyen a un mateix municipi), a una altitud de 1.434 metres. És per tant aquesta la segona localitat de major altitud de la Comunitat de Madrid i la més septentrional de la comunitat autònoma. Compta amb 116 habitants (INE 2005) i la seva vida s'ha desenvolupat principalment gràcies al comerç i els serveis que han ofert als viatgers que creuaven aquest pas de muntanya. Somosierra pertany a la Sierra Norte de Madrid, i com en la majoria de les localitats de la zona, s'ha desenvolupat el turisme rural com a alternativa de vida per als seus habitants.